# Marios Hadjiandreou
Marios Hadjiandreou (in greco Μάριος Χατζηανδρέου?; Nicosia, 19 settembre 1962) è un ex triplista cipriota.

## Biografia
Nel 1987 vinse la medaglia d'oro ai Giochi del Mediterraneo e bissò il successo nel 1991, stabilendo in quell'occasione il suo primato personale con 17,13 m, record della competizione imbattuto a tutto il 2018. Nel 1990 divenne il primo atleta cipriota a vincere i Giochi del Commonwealth, superando il futuro campione olimpico e mondiale Jonathan Edwards.
Partecipò alle edizioni dei Giochi Olimpici di Seul 1988 e Barcellona 1992 e in entrambe le occasioni fu portabandiera per il suo paese alla cerimonia inaugurale. In entrambe le gare mancò l'accesso alla finale, venendo eliminato in qualificazione con le misure, per lui modeste, di 15,95 m e 15,64 m rispettivamente.
Fu dodici volte campione nazionale e per altrettante volte vinse la competizione valida per la Coppa Europa. Vinse inoltre per tre volte la medaglia d'oro ai Giochi dei piccoli stati d'Europa (1991, 1993 e 1995).

## Palmarès
| Anno | Manifestazione          | Sede       | Evento       | Risultato | Prestazione | Note                  |
| ---- | ----------------------- | ---------- | ------------ | --------- | ----------- | --------------------- |
| 1982 | Giochi del Commonwealth | Brisbane   | Salto triplo | 7º        | 16,31 m     |                       |
| 1984 | Europei indoor          | Göteborg   | Salto triplo | 12º       | 15,83 m     |                       |
| 1986 | Europei indoor          | Madrid     | Salto triplo | 8º        | 16,43 m     |                       |
| 1986 | Europei                 | Stoccarda  | Salto triplo | 22º (q)   | 15,50 m     |                       |
| 1987 | Giochi del Mediterraneo | Latakia    | Salto triplo | Oro       | 16,49 m     |                       |
| 1988 | Europei indoor          | Budapest   | Salto triplo | 6º        | 16,74 m     |                       |
| 1988 | Giochi olimpici         | Seul       | Salto triplo | 21º (q)   | 15,84 m     | [ 1 ]                 |
| 1990 | Giochi del Commonwealth | Auckland   | Salto triplo | Oro       | 16,95 m     |                       |
| 1990 | Europei indoor          | Glasgow    | Salto triplo | 10º       | 15,83 m     |                       |
| 1990 | Europei                 | Spalato    | Salto triplo | 10º       | 16,63 m     |                       |
| 1991 | Mondiali indoor         | Siviglia   | Salto triplo | 15º (q)   | 15,97 m     |                       |
| 1991 | Giochi del Mediterraneo | Atene      | Salto triplo | Oro       | 17,13 m     | Record dei campionati |
| 1992 | Europei indoor          | Genova     | Salto triplo | 15º       | 15,85 m     |                       |
| 1992 | Giochi olimpici         | Barcellona | Salto triplo | 39º (q)   | 15,64 m     | [ 2 ]                 |
| 1994 | Giochi del Commonwealth | Victoria   | Salto triplo | 15º (q)   | 15,89 m     |                       |
| 1994 | Europei                 | Helsinki   | Salto triplo | 16º (q)   | 16,07 m     |                       |